# Port lotniczy Teniente Coronel Carmelo Peralta
Port lotniczy Teniente Coronel Carmelo Peralta (IATA: CIO, ICAO: SGCO) – jeden z paragwajskich portów lotniczych, zlokalizowany w mieście Concepción.